# Marie Becker
Pour les articles homonymes, voir Becker.
Marie Alexandrine Becker, appelée dans la presse la veuve Becker ou la veuve noire, née à Wamont en Belgique le 14 juillet 1879, est une tueuse en série belge, condamnée à mort pour avoir empoisonné onze personnes entre mars 1933 et octobre 1936 et pour avoir tenté d'en empoisonner cinq autres. La peine de mort n'étant plus appliquée en Belgique depuis 1863, la sentence est commuée en détention à perpétuité. Marie Becker meurt en prison le 11 juin 1942,,.

## Éléments biographiques
Marie Petitjean nait dans le village rural de Wamont près de Landen dans un milieu paysan. Elle ne fréquente pas beaucoup l'école pour aider ses parents aux champs. Elle demande néanmoins au curé du village de lui enseigner la lecture, l'écriture et le calcul. À l'âge de seize ans, elle quitte sa famille pour s'installer chez une tante qui tient un négoce de cordage à Liège, rue Saint-Pholien ; on y sert volontiers du peket pour fidéliser la clientèle masculine. Elle habite la mansarde et ne tarde pas à quitter sa tante pour habiter chez une amie. Elle est alors apprentie couturière. À l'âge de 17 ans, elle rencontre son premier amant, Yann, lors des fêtes mariales en Outremeuse, le 15 août 1896. Il sera le premier d'une très longue série que le mariage n’interrompra pas. En 1900, elle a 21 ans et travaille pour un atelier de couture. Elle se passionne pour cette activité où elle excelle. On la dit vive, jolie et joyeuse. Elle plait aux hommes,,.

« Elle nous offrait à boire et si on voulait aller plus loin, elle ne disait jamais non. Et pour pas un sou! »

— Elisabeth Lange, La première Serial-killer, Les Éditions de l'Arbre, 2011.

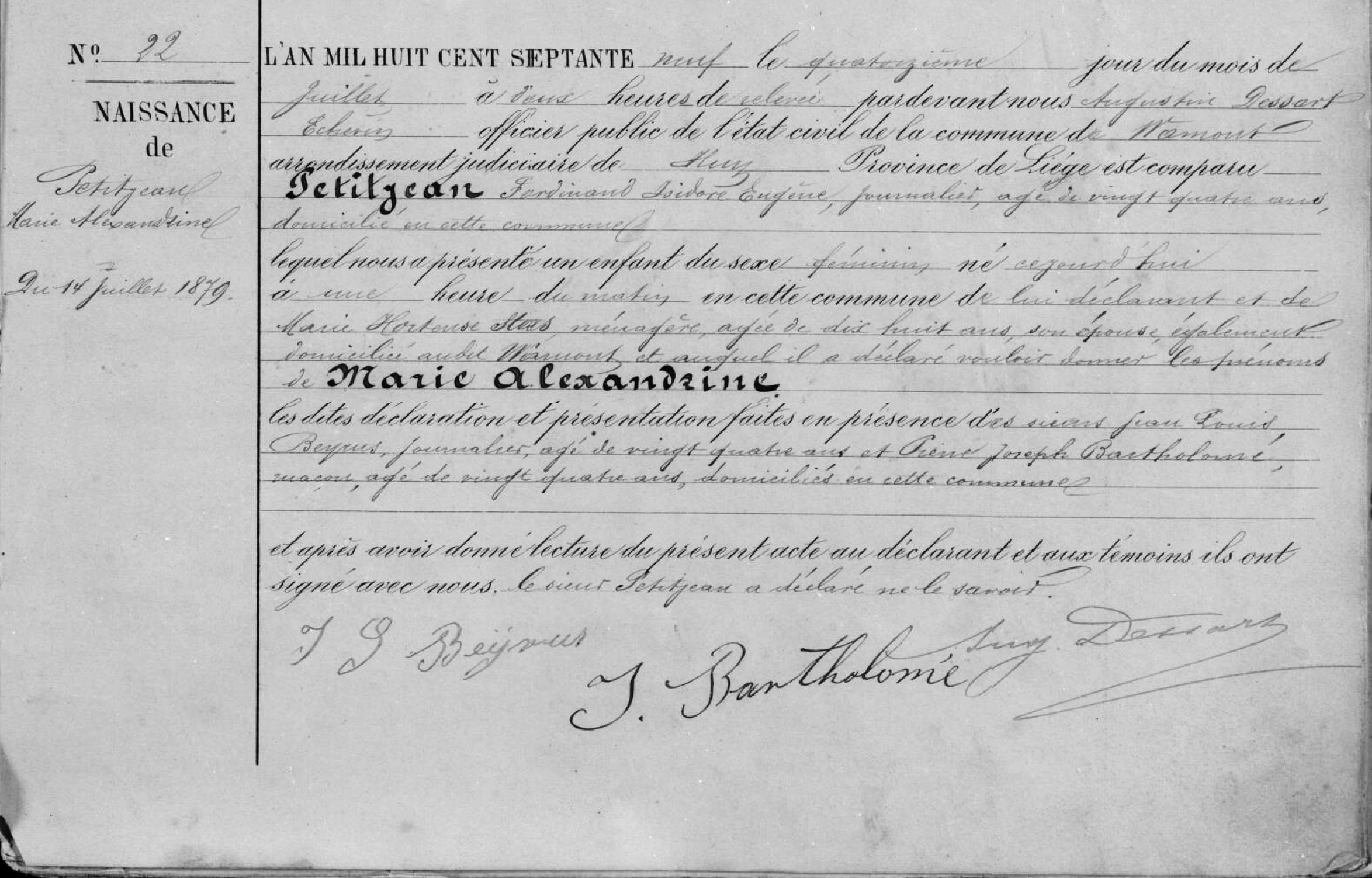
Acte de naissance de Marie Alexandrine Petitjean - 14 juillet 1879.

En 1905, lors de l'Exposition universelle de Liège, elle rencontre celui qui deviendra son mari, Charles Becker. À cette époque, elle gravit les échelons de l'échelle sociale, elle est ainsi passée de première ouvrière au statut de vendeuse et s'occupe désormais des essayages dans une grande boutique de mode à Liège, rue du Pot d'Or. Elle a désormais sa propre habitation et fréquente la bourgeoisie fortunée pour lui dispenser des conseils de mode,,.
Elle épouse Charles Becker en 1906. Le couple s'installe dans la demeure jouxtant la scierie familiale où travaillent Monsieur Becker et ses deux fils, Charles et Gustave. Marie Becker ne parvient pas à s'intégrer dans cette famille. De nombreux conflits voient le jour entre Marie et Léontine, l'épouse de Gustave. Excédé, le père menacera Charles de licencier sa belle-fille. Charles et Marie reprennent alors avec les deniers de Monsieur Becker, trop content d'éloigner sa bru, une charcuterie à Bressoux. Ils n'y connaissent rien, le commerce périclite rapidement. Marie, comme à son habitude, multiplie les aventures; elle expliquera lors de son procès «qu'il n'est pas donné à toutes les femmes de résister aux avances des hommes»,,.
En 1912, Monsieur Becker père, meurt. Charles reprend alors ses fonctions au sein de l'entreprise familiale. Marie Becker ouvre un atelier de couture dans l'une des pièces de la demeure et y fait venir une clientèle de plus en plus nombreuse. Elle s'inspire des modèles de Paul Poiret quand elle ne les copie pas,,.
Durant la Première Guerre mondiale, elle courtise des Allemands ; la scierie est durement touchée mais son commerce reste florissant. En 1920, Marie atteint l'objectif qu'elle s'était fixé de longue date : ouvrir un commerce de mode à Liège, rue Saint-Léonard. Le succès continue ; elle emploie alors quatre ouvrières. En 1928, elle rencontre Maximilien Houdy, de vingt ans son cadet, qui devient son amant auquel elle vouera une véritable passion. Le Krach boursier de 1929 et les mœurs dissolues de Marie Becker viendront à bout de son commerce dont la faillite est prononcée en 1934,,.
En octobre 1932, Charles Becker meurt des suites d'un cancer. Marie paye alors ses quelques dettes et entretient Maximilien Houdy. En 1933, elle relance une activité de couturière à la journée pour des clientes fortunées. Une amie lui propose d'élargir la palette de ses talents et de prendre des charges de garde-malade ou de dame de compagnie. Elle fréquente ainsi de riches rentières veuves auprès desquelles elle emprunte de l'argent lorsqu'elle ne les dépouille pas de leurs titres ou de leurs bijoux. C'est qu'elle mène une vie de bâton de chaise et ne regarde pas à la dépense,,.

## L'affaire Becker
Marie Becker est arrêtée le 16 octobre 1936 alors qu'elle s'apprête à commettre son 17e empoisonnement à la digitaline sur la personne de Madame Lamy dont elle est la garde malade. L'instruction fera la lumière sur ces meurtres. Elle sera jugée du 7 juin au 8 juillet 1938 et reconnue coupable de onze meurtres, de cinq tentatives de meurtre, de vols, de faux en écriture. Elle est condamnée à mort et, comme c'est l'usage depuis 1863, sa peine est commuée en détention à perpétuité. Marie Becker meurt à la prison de Forest durant la Seconde Guerre mondiale, le 11 juin 1942,,.